# Homaemota laetabilis
Homaemota laetabilis är en skalbaggsart som beskrevs av Blackburn 1900. Homaemota laetabilis ingår i släktet Homaemota och familjen långhorningar. Inga underarter finns listade i Catalogue of Life.